# Анри Херкул де Флери
Анри Херкул де Флери, бискуп Флерија (фр. André Hercule de Fleury; 22. или 26. јун 1653—29. јануар 1743) је био француски кардинал у служби краља Луја XV. Обављао је функцију првог министра до своје смрти.

## Биографија
Рођен у племићкој породици. Школовао се код језуита. За бискупа Флерија именован је 1698. године. Неколико месеци пре смрти Луја XIV, маја 1715. године Флери је постао тутор малолетном Лују XV. Регентску власт је до 1723. године вршио војвода Филип Орлеански. Због недостатка амбиција Херкула Флерија, регентов политички положај наследио је војвода Бурбонски, потомак великог Кондеа. Флери се уздиже у његовој сенци. Убрзо, Флери долази у сукоб са бурбонским и повлачи се са двора. Млади краљ је прогнао војводу 1726. године и вратио Флерија. До 1743. године Флери обавља функцију првог министра, функцију коју је раније обављао војвода Орлеански. Прва мера новог министра била је успостављање стандардне француске валуте и решавање инфлације која је уследила пропашћу компаније Мисисипија и фискалним изумима шкотског банкара Џона Лоа. Министар је почео да решава јавни дуг Француске. Тако је 1738/9. године Француска забележила суфицит, по први пут после много година. Флери је ставио под контролу трошкове у земљи. Сељаке је терао на принудни рад чиме је поправљао путеве широм земље, мада је тиме изазивао велико незадовољство у народу. Земља се током Флеријевог регентства опоравља од трошкова насталих током скупих ратова Луја XIV и расипништва војводе Орлеанског. Флери је завео штедњу. За разлику од војводе Орлеанског, Флери се оштро обрачунавао са јансенистима примењивајући мере Луја XIV.
Спољна политика Флерија је политика мира. Она се слагала са политиком британског „премијера“ Роберта Ворпола. Енглеско-француски савез успостављен 1717. године траје до 1731. године. Из Енглеске се у Француску од 1715. године шири масонерија. Масони покушавају да утичу на Флерија да промени своју политику према Енглеској и подржи Стјуарте. Флери је позвао папу Климента XII да 1738. године изда булу којом римокатолицима забрањује да ступе у масонски покрет под претњом екскомуникације. У Енглеско-шпанском рату (1727-1729), Флери подржава Енглезе. Рат је избио због стварања аустријско-шпанског савеза (1725) и политике новог шпанског владара. Шпанија је 1725. године прихватила Прагматичну санкцију на шта су Енглеска, Француска и Низоземска одговориле савезом. Француска дипломатија није постигла територијалне добитке из овог сукоба који је завршен миром у Севиљи којим је утврђен статус кво. Флери је тајно подржавао корзиканске револуционаре на челу са Паолијем старијим. Манипулације су много касније довеле до преласка Корзике под власт Француске (1768). Против воље Флерија, Француска улази у рат за пољско наслеђе након смрти Августа II. Француска ратује са Аустријанцима. У рату има успеха. Бечким миром (1735) Француска признаје Прагматичну санкцију. Међутим, Флери је касније показио договор. Он окупља аустријске непријатеље. Последица је избијање Рата за аустријско наслеђе. Регент је умро током рата (1743). Функција првог министра се укида.